# 유두환
유두환(柳斗煥, 1883년 음력 10월 22일 ~ 1930년 양력 8월 4일)은 일제강점기의 전북특별자치도 지역 유지이며 실업인이다. 본관은 전주이며, 본적은 전라북도 전주군 부서면(府西面)이다.

## 생애
장령(掌令) 류습(柳濕)의 후손이며, 아버지는 간암(磵庵) 류예근(柳禮根)이다.
1892년부터 6년 동안 판임관 8등인 강원도 관찰부의 주사를 지내며 관직 생활을 시작했다. 1900년대에는 전주의 사립학교 교감을 지내는 등 지역의 유지로 활발한 활동을 했다.
1910년 한일 병합 조약이 체결된 후, 조선총독부는 도참사 제도를 실시해 지역의 유지들을 회유했다. 유두환은 1911년부터 3년 동안 도지사 자문역 격인 전북 도참사로 활동하였고, 1912년에는 메이지 천황 장례식에 전북 대표로 뽑혀 참석하는 등 지역 내의 유력자로 부상했다.
1910년대에 전주지방 금융조합장, 매일신보 전라북도 도지국장, 전북공진회 평의원 촉탁, 전북물산공진회 협찬회 이사 촉탁, 전주유종회 평의원 촉탁, 전주면협의원 등 다양한 활동을 했고, 조선제연주식회사의 이사직도 맡았다.
1919년에 3·1 운동이 발생했을 때 전국 각 지역에는 독립운동 확산을 저지하기 위한 민간 모임이 조선총독부의 후원 아래 속속 발기되었다. 전주 지역에서는 전북자성회가 조직되었는데, 유두환은 전북자성회의 발기인과 전주지부 부지부장을 말았다. 전주자성회는 3·1 운동을 "불행"이라 부르며 소요가 진정될 때까지 활동하기로 하고, 불온행위를 목격하면 밀고할 것을 의무화하는 등 조직적으로 독립 운동을 방해했다.
2007년 대한민국 친일반민족행위진상규명위원회가 발표한 친일반민족행위 195인 명단에 포함되었다. 2008년 발표된 민족문제연구소의 친일인명사전 수록예정자 명단에도 들어 있다.

## 참고 자료
- 친일반민족행위진상규명위원회 (2007년 12월). 〈유두환〉 (PDF). 《2007년도 조사보고서 II - 친일반민족행위결정이유서》. 서울. 1697~1705쪽쪽. 발간등록번호 11-1560010-0000002-10. [깨진 링크(과거 내용 찾기)]